# You Don't Know (canção de Cyndi Lauper)
"You Don't Know" é o primeiro single do quinto álbum de estúdio Sisters of Avalon por Cyndi Lauper. A música foi certificada como disco de ouro pela Associação Brasileira dos Produtores de Discos (ABPD).

## Sobre a canção
A canção é sobre a tibieza própria de políticos. Lauper se refere à arrogância da mídia nesta canção, bem como em outras músicas do álbum Sisters of Avalon.
Remixes da canção foram feitas por diversos produtores como Tony Moran e Junior Vasquez. Isso levou a música para se tornar um grande hit de dança nos Estados Unidos e um mainstream batido no Reino Unido.
O single é considerado um retorno ao Lauper após a apresentação de música nas paradas de dança e em vários países.

## Faixas
US CD single
1. "You Don't Know" (Radio Edit) - 4:06
2. "You Don't Know" (TM's Single Remix) - 4:23
3. "That's What I Think" - 4:38

Japanese CD single
1. "You Don't Know" (Radio Edit) - 3:59
2. "You Don't Know" (Album Version) - 5:14
3. "Mother" (Extended Version) - 6:11

UK CD single
1. "You Don't Know" (Radio Edit) - 4:06
2. "You Don't Know" (Junior Vasquez Remix) - 7:45
3. "You Don't Know" (Junior Vasquez Dub) - 6:45
4. "Mother" (Extended Mix) - 6:12

UK Limited Edition CD single
1. "You Don't Know"
2. "Time After Time"
3. "True Colors"
4. "I Drove All Night"

## Desempenho nas paradas musicais
| Parada musical (1997)                                         | Melhor posição |
| ------------------------------------------------------------- | -------------- |
| Colômbia - Colombian Singles Chart                            | 50             |
| Reino Unido - UK Singles Chart                                | 27             |
| Estados Unidos - Billboard Bubbling Under Hot 100 Singles     | 11             |
| Estados Unidos - Billboard Hot Dance Club Play                | 16             |
| Estados Unidos - Billboard Hot Dance Music/Maxi Singles Sales | 16             |

### Certificações
| País   | Certificador | Certificação | Vendas  |
| ------ | ------------ | ------------ | ------- |
| Brasil | ABPD         | Ouro         | 50.000+ |